# Tiosiarczany
Tiosiarczany – grupa związków chemicznych, soli lub estrów nietrwałego kwasu tiosiarkowego (jednego z tlenowych kwasów siarki). Sole zawierają anion S
2O2−
3 i przykładem częściej spotykanego związku z tej grupy jest tiosiarczan sodu.

## Reakcje
Roztwory tiosiarczanów w środowisku kwasowym ulegają dysproporcjonowaniu do siarczynów (lub dwutlenku siarki) i koloidalnej siarki:
S
2O2−
3 + 2H+
 → SO
2 + S + H
2O
Chlorowce, w zależności od siły utleniającej, utleniają je do tetrationianów lub siarczanów:
2S
2O2−
3 + I
2 → S
4O2−
6 + 2I−

S
2O2−
3 + 4Br
2 + 5H
2O → 2SO2−
4 + 8Br−
 + 10H+

S
2O2−
3 + 4Cl
2 + 5H
2O → 2SO2−
4 + 8Cl−
 + 10H+

## Równowagi redoks
S
4O2−
6 + 2e−
 ⇄ 2S
2O2−
3      E° = +0,169 V
S
2O2−
3 + 6H+
 + 4e−
 ⇄ 2S + 3H
2O      E° = +0,465 V